# NGC 5191
NGC 5191 је спирална галаксија у сазвежђу Девица која се налази на NGC листи објеката дубоког неба.
Деклинација објекта је + 11° 12' 5" а ректасцензија 13h 30m 47,3s. Привидна величина (магнитуда) објекта NGC 5191 износи 14,1 а фотографска магнитуда 14,9. NGC 5191 је још познат и под ознакама MCG 2-34-26, CGCG 73-3, NPM1G +11.0353, PGC 47498.